# Ламивудин/Зидовудин
Ламивудин/Зидовудин (торговое наименование англ. Combivir) — средство для лечения ВИЧ-инфекции, в своем составе содержит два антиретровирусных препаратов, таких как ламивудин (торговая марка Эпивир) и зидовудин (AZT, торговая марка Ретровир). Комбинация двух препаратов вызывает более сильный и устойчивый эффект, чем при использовании этих препаратов в одиночку, оказывает содействие в сокращении полипрагмазии, а также помогает четко соблюдать режим приёма антиретровирусных средств.
Ламивудин и зидовудин являются ингибиторами обратной транскриптазы, которые блокируют действие этого фермента, необходимого для репликации вируса. Снижают вирусную нагрузку на организм и повышают уровень CD4-лимфоцитов.
Комбивир одобрен в Соединенных Штатах Управлением по контролю качества продуктов и лекарств 26 сентября 1997 г., что делает его тринадцатым утверждённым антиретровирусным средством.

## Побочные эффекты
Приём комбивира, как правило, сопровождается чувством болезненности и усталости.
Наиболее частые побочные эффекты при приеме Ламивудин/Зидовудина аналогичны другим НИОТ и включают головную боль, нейтропению, анемию, тошноту, рвоту, миопатию и пигментацию ногтей.
ВИЧ-инфицированные пациенты с хронической инфекцией, вызванной вирусом гепатита В (HBV), подвержены риску потенциального обострения гепатита, которые могут возникнуть при резком прекращении приема Ламивудин/Зидовудина, поскольку Ламивудин также используется в низких дозах для лечения активного HBV.
В целом, побочные эффекты препарата соответствуют его компонентам: зидовудину и ламивудину.

## Общество и культура
Ламивудин/Зидовудин включен в Список основных лекарственных средств Всемирной организации здравоохранения.